# 乔·托马斯
约瑟夫（乔）·托马斯（Joseph "Joe" Thomas，1983年10月28日—）是一位英国演员，最知名于在E4的情景喜剧《中间人》中扮演Simon Cooper。